# Salamon király istállói
Salamon király istállói a bibliai Salamon királynak tulajdonított épületkomplexumok, amelyeket az 1Kir 9:19 szerint Salamon „Jeruzsálemben, a Libanonon és birodalma egész területén” építtetett (1Kir 9:19, 2Krón 9:25).
Mivel Salamon király személye és uralkodása tudományos viták tárgya, a neki tulajdonított épületek származása is hosszan tartó vita tárgya a régészek körében. A történelem folyamán több épületet is tartottak már Salamon istállóinak. A legfigyelemreméltóbbak Megiddóban, illetve a Templom-hegyen találhatók.

## Megiddói istállók
A Megiddóban feltárt régészeti leletek ma Izrael egyik leglátogatottabb nemzeti parkja. A város egykoron hatalmas lovászati központként funkcionál, nagyméretű palotákkal és istállókkal rendelkezett, melyeket P. L. O. Guy brit régész eredetileg Salamon istállóiként azonosított.
Az első régészeti kutatómunkát Tell el-Mutessellimnél, az ókori Megiddó területén Gottlieb Schumacher folytatta 1903 és 1905 között. Ásatásai során olyan leleteket talált, amelyek a vaskorra tehetők. Philip Langstaff Orde Guy brit régész, a Chicago Oriental Institue szervezésében 1928-ban ásatásokat végzett, mely során egy két toronnyal rendelkező, hatkamrás kaput talált. Ezt Salamon városa maradványainak vélte. Megállapítását a Biblia Királyok könyvében álló szövegre alapozta, melyből kiderül, hogy Salamon király Megiddóban monumentális építkezéseket folytatott, és nagyszámban voltak lovai és szekerei is (1Kir 9:15–19).
A későbbi régészeti kutatások alapján Israel Finkelstein, a Tel-Avivi Egyetem professzora úgy vélte, hogy az épületek nem – az általa fiktívnek tartott – Salamon királytól származnak, hanem száz évvel később, az i. e. 9. században keletkeztek.
Az épületkomplexum egy fallal körülvett városban található, melyet északi és déli részre lehet felosztani. Az északi komplexum három épületet tartalmaz, összesen tizenhárom istállóval. A két nagyobb építmény egyenként öttel, a harmadik pedig kettő tágasabb istállóval rendelkezik. A közelében található egy kisebb istálló, amit valószínűleg szamarak tárolására használtak. A déli komplexum az északinál nagyobb, nagyjából a város negyedét foglalja el. Két hatalmas udvara van, ahol feltehetően a lovakat idomították. Az első udvar öt istállót foglal magába, közepén sártéglából készült itatóval. A másikban egy nagyobb karám található négy kapuval, amik a városközpontba vezetnek.

## A templom-hegyi istállók
A jeruzsálemi Templom-hegy a kánaáni időktől fogva meghatározó szerepet tölt be Jeruzsálem vallási életében. Délkeleti részén, a föld alatt található a Salamon istállói néven ismert boltíves építmény, melyet ma imádkozások helyeként használnak.
A legelfogadottabb nézet szerint az „istállókat” Heródes király építtette i. sz. 70-ben a Templom kiegészítéseképpen. Elég férőhelyet akart biztosítani az évi három zarándokünnep alkalmára.
Az épület létezéséről a legkorábbi feljegyzés egy bordeaux-i zarándok által készült i. sz. 333-ban. Nevét a keresztes hadjáratok idején nyerte el, mikor az ideérkező templomosok a hegyet Salamon szentélye helyeként azonosították, az építményt pedig istállóként használták.
Az egész épület 3390 m². A földalatti csarnokban 88 oszlop áll boltívekkel összekapcsolva. Az így kapott sorokból összesen 12 darab van, a helyiséget folyosókra osztva. Felül ezekből további 13 található, amelyek a Templom délkeleti részét támasztják alá. Mindegyik sorban az ívek fölötti részen négyzet alakú lyukak láthatóak, amelyekbe fa cölöpöket helyeztek az építkezés során. A délkeleti sarokban egy kis szoba áll, amiben a Jézus bölcsője néven ismert, kőből faragott fülke található. Továbbá tartalmaz még három mihrabot (imairányt jelző falfülkét), melyeket Máriával, Jánossal és Zakariással hoznak kapcsolatba.
A komplexum nyugati részén található a Hármas Kapu, mely a Templom-hegy déli meghosszabbítása. A közelében áll még egy kapu, a korai középkorra jellemző hegyes ívű záródással. A templomosok ezen juthattak be, mivel a Hármas Kapu akkoriban zárva volt. A Templom-hegy keleti falának külső részén van egy járat, valószínűleg egy lépcsősor maradványa, amely földalatti kamrákhoz vezethet.